# Porina conica
Porina conica är en lavart som beskrevs av R. Sant. Porina conica ingår i släktet Porina och familjen Porinaceae.   Inga underarter finns listade i Catalogue of Life.